# Royal Festival Hall
Royal Festival Hall je koncertní a taneční sál v rámci kulturního centra South Bank Centre v Londýně. Nachází se na Belvedere Road, na nábřeží Temže nedaleko Hungerford Bridge.
Možnost spojení do haly veřejnou londýnskou dopravou je metro do stanice Waterloo.

## Historie
Základní kámen haly položil premiér Clement Attlee roku 1949, na místě kde původně stál pivovar. Jednalo se o příspěvek London County Council pro Britský festival a oficiálně byla otevřena 3. května 1951.
Royal Festival Hall je postavena v modernistickém stylu. Autory návrhu byli architekti Leslie Martin, Peter Moro a Robert Matthew z LCC's Architects' Department. Martinovi bylo v době, kdy byl jmenován hlavním architektem této stavby, 39 let. Sám používal pro tuto budovu termín vajíčko v krabici – vystihující spojení oválného sálu s okolními hranatými budovami.
Budova byla drobně upravena roku 1964 dostavbou foyerů a teras na straně obrácené směrem k řece a přístavbou šaten. Později byly v okolí dostavěny další budovy, jež tvoří součást South Bank Centre – Queen Elizabeth Hall, Purcell Room a Hayward Gallery.
Od konce 80. let 20. století bylo foyer budovy přístupné během dne i když se zde nekonalo žádné představení.
V letech 2005–2007 probíhala v Royal Festival Hall rekonstrukce, která vylepšila akustické vlastnosti a flexibilitu použití sálu. Byly také renovovány veřejně vstupní prostory a kavárny. Na straně k řece byla dobudována řada sedmi obchodních a stravovacích zařízení.